# Trölladyngja
Die Trölladyngja (isl. Trollschildvulkan) ist ein Schildvulkan in Islands Hochland. Er befindet sich in der Gemeinde Þingeyjarsveit.
Der Vulkan liegt nördlich des Vatnajökull in der Ódáðahraun-Lavawüste, über die er sich etwa 600 m erhebt. Der Vulkan hat einen Durchmesser von etwa 10 km und damit ist er der größte Schildvulkan in Island. Sein Krater ist 100 m tief bei einer Länge über 1200 und einer Breite von 500 m. Der größte Teil seiner Lava floss in den Norden ab. Ein Teil floss 100 km nach Nordwesten bis zum Tal Bárðardalur. Durch das Tal fließt der Fluss Skjálfandafljót, der weiter nördlich über den Goðafoss stürzt.